# Aliança do Congresso
A Aliança do Congresso foi a supra-entidade política formada na década de 1950 pela reunião do Congresso Nacional Africano (CNA), do Congresso Indiano da África do Sul (SAIC), do Congresso das Pessoas de Cor (CPC, na época ainda denominado Organização das Pessoas de Cor), do Partido Comunista Sul-Africano (SACP) e do Congresso dos Democratas (COD) e, com a fundação do Congresso Sul-Africano de Sindicatos (SACTU/COSATU) em 1955, composta por estas seis entidades multi-étnicas voltadas para o combate às leis segregacionistas do apartheid na África do Sul.
A Aliança do Congresso exerceu importante papel para a organização do Congresso do Povo, uma grande reunião multirracial realizada por dois dias em Kliptown em 26 de junho de 1955. Nesta reunião, foram elaboradas as cláusulas da Carta da Liberdade, documento lido em três línguas (inglês, soto e xossa) e discutida por vários delegados. A Carta foi a declaração dos princípios fundamentais da Aliança, que incluía um compromisso com um governo democrático multirracial e uma reestruturação fundamental de todos os aspectos da sociedade sul-africana. A Aliança fez parte dos esforços para promover um movimento multirracial anti-apartheid.